# 兵庫県道1号日高竹野線
兵庫県道1号日高竹野線（ひょうごけんどう1ごう ひだかたけのせん）は、兵庫県豊岡市を通る主要地方道に指定された県道である。

## 概要
兵庫県豊岡市の（旧）日高町から（旧）竹野町を結ぶ。全長34km弱。

### 路線データ
- 起点：豊岡市日高町土居（土居西交差点、国道312号交点）
- 終点：豊岡市竹野町竹野（竹野交差点、兵庫県道・京都府道11号香美久美浜線交点）
- 総延長：33.973 km

## 歴史
1959年（昭和34年）11月9日に制定された兵庫県道240号日高竹野線を前身とする。
兵庫県道1号は元々は1954年（昭和29年）11月24日認定の主要地方道豊岡出石福知山線だった。
主要地方道豊岡出石福知山線は1981年（昭和56年）4月30日に行われた一般国道426号への昇格に伴い1982年（昭和57年）4月1日付で廃止、同日に行われた第5次主要地方道路線指定で一般県道240号日高竹野線が主要地方道に指定されたため8か月後の同年12月1日に整理番号を240から1へ変更、新・兵庫県道1号になった。
240号は欠番となっていたが、1994年に兵庫県道240号が別の路線で復活している。

### 年表
- 1959年（昭和34年）11月9日、兵庫県が一般県道135号竹野村岡線と一般県道240号日高竹野線を認定。
- 1982年（昭和57年）
  - 4月1日 - 建設省（現・国土交通省）から一般県道竹野村岡線の一部と一般県道日高竹野線が主要地方道に指定される。
  - 12月1日、兵庫県道240号日高竹野線を主要地方道認定に伴い1号へ改番。
- 1993年（平成5年）5月11日、建設省が主要地方道に再指定[1]。
- 2005年（平成17年）4月1日 - 豊岡市が城崎郡日高町と城崎郡竹野町を合併、本路線は全長約34kmだが豊岡市完結となる。

## 地理

### 通過する自治体
- 豊岡市

### 交差する道路
| 交差する道路                       | 交差する場所 | 交差する場所        |
| ---------------------------------- | ------------ | ------------------- |
| 国道312号                          | 日高町土居   | 土居西交差点 / 起点 |
| E72 北近畿豊岡自動車道             | 日高町山本   | 日高北IC            |
| 兵庫県道250号藤井上石線            | 日高町藤井   |                     |
| 兵庫県道713号豊岡日高線            | 日高町藤井   |                     |
| 兵庫県道529号八代石井線            | 日高町八代   |                     |
| 兵庫県道242号辻福田線              | 辻           |                     |
| 兵庫県道712号床瀬神鍋高原線        | 竹野町椒（） |                     |
| 国道178号                          | 竹野町森本   | [ 2 ]               |
| 国道178号                          | 竹野町森本   | 森本交差点          |
| 兵庫県道・京都府道11号香美久美浜線 | 竹野町竹野   | 竹野交差点 / 終点   |

### 沿線にある施設など
- 竹野海岸